# Linda B. Buck
Linda Brown Buck (ur. 29 stycznia 1947 w Seattle) – amerykańska biolog i immunolog, w 2004 otrzymała wraz z Richardem Axelem Nagrodę Nobla za swoje osiągnięcia w badaniach nad receptorami węchowymi i układem węchowym.
Linda Buck i Richard Axel odkryli, w jaki sposób nos człowieka rozpoznaje, a jego mózg zapamiętuje około 10 tysięcy różnych zapachów. Sklonowali oni geny kodujące receptory węchowe i wykazali, że należą one do rodziny białek – receptorów sprzężonych z białkiem G. Na podstawie analizy DNA szczura ocenili, że w genomie ssaczym znajduje się około tysiąca genów kodujących receptory węchowe. W dalszych pracach wykazali, że każdy neuron węchowy zawiera tylko jeden rodzaj receptora węchowego, i że informacje ze wszystkich neuronów, w których zachodzi ekspresja tego samego receptora, są zbierane w pojedynczym kłębuszku opuszki węchowej. 
Linda Buck ukończyła studia w zakresie psychologii i mikrobiologii na University of Washington w Seattle. W 1980 otrzymała tytuł doktora w dziedzinie immunologii na University of Texas Southwestern Medical Center w Dallas. Staż podoktorski odbyła na Columbia University pod kierunkiem Richarda Axela.